# Gold-Kraemer-Stiftung
Die Gold-Kraemer-Stiftung ist eine im Jahr 1972 vom Unternehmerehepaar Paul R. und Katharina Kraemer gegründete gemeinnützige Stiftung mit Sitz in Frechen zur Unterstützung von Menschen mit geistiger und körperlicher Behinderung sowie von armen, alten und kranken Menschen. Sie zählt zu den größten sozialkaritativen Stiftungen privater Initiative in Deutschland und fördert auch Projekte in den Bereichen Gesundheitswesen, Bildung, Kunst und Kultur. Seit dem Tod der beiden Stifter in den Jahren 2006 bzw. 2007 ist die Gold-Kraemer-Stiftung auch alleinige Gesellschafterin der Kraemer-Gruppe mit derzeit 45 Juweliergeschäften in Deutschland. 

## Geschichte
Paul R. Kraemer wurde als jüngster Sohn von vier Kindern eines Handwerkers geboren. Nach dem Schulabschluss machte er eine Lehre als Goldschmied. Bereits mit 22 Jahren erlangte er als jüngster Goldschmied Deutschlands den Meisterbrief.
Im Jahr 1941 eröffnete er seine „Werkstatt für Goldschmiedekunst“ in Köln. Im Jahr 1943 heiratete er Katharina Hogut. Sie führte die Werkstatt in den Kriegsjahren weiter. 1948 beschäftigte das Unternehmerehepaar bereits 14 Goldschmiede, 1951 eröffnete das erste „Gold-Kraemer“-Juweliergeschäft in der Schildergasse in Köln. Sein Konzept, Schmuck für alle Menschen erschwinglich zu machen, brachte Paul R. Kraemer den Beinamen „Goldschmied für Millionen“ ein.
Der wirtschaftliche Erfolg wurde jedoch durch einen harten Schicksalsschlag getrübt. Sohn Rolf kam 1953 mit schweren Behinderungen zur Welt. Trotz intensiver Betreuung starb er 1966. Die Eltern nahmen seinen Tod zum Anlass für ihr vielfältiges soziales Engagement. Im Jahr 1972 gründeten sie die Gold-Kraemer-Stiftung, um gezielt Menschen mit geistiger und körperlicher Behinderung, kranke, arme und alte Menschen zu unterstützen. Die Stiftung brachte zahlreiche Initiativen und Projekte in Frechen, wo die Eheleute sich niedergelassen hatten, und im Rhein-Erft-Kreis auf den Weg und verwirklichte sie. Neben mittlerweile vier Wohnstätten, davon eine in Köln, für Menschen mit Behinderung gehören dazu beispielsweise auch ein heilpädagogischer Kindergarten, eine Schule für Kinder und Jugendliche mit Förderbedarf im Bereich der geistigen Entwicklung und weitere ambulante Projekte.
Nach 63 Ehejahren starb am 4. April 2006 Katharina Kraemer, ein Jahr später, am 10. Mai 2007, verstarb Paul R. Kraemer.
Übersicht über das soziale Engagement der Eheleute Kraemer bzw. der Gold-Kraemer-Stiftung
| 1976                    | Bau des Kindergartens „Knisterkiste“ in Frechen Buschbell (Betreiber: Stadt Frechen) |
| Mitte der 1970er Jahre  | Unterstützung des Lazarus-Hilfswerkes in Deutschland e. V – (LHW), Errichtung der Lazarus-Sozialstation Frechen, im Besonderen: Kauf von zwei LKWs für die Polenhilfe sowie finanzielle Unterstützung des Lazarus-Hilfswerkes zum Kauf eines Betriebshofes in Düsseldorf für einen Behinderten-Fahrdienst und maßgebliche Mitfinanzierung der Betreuungseinsatze des LHW für behinderte Teilnehmer mit Fahrdienst während des Evangelischen Kirchentages und Katholikentages |
| 1981/82                 | Bau der heilpädagogischen Kindertagesstätte „Käthe Kraemer“ für 24 geistig behinderte, blinde, gehörlose oder mehrfach behinderte Kinder (Betreiber: Lebenshilfe im Rhein-Erft-Kreis e. V.) |
| 1983                    | Eröffnung der Behindertenwohnstätte Paul Kraemer Haus 1 in Frechen Buschbell mit 48 stationären Wohnplätzen |
| 1984                    | Kauf der barrierefreien Wohnanlage Gold Kraemer Haus 1 in Frechen mit 65 Wohnungen |
| 1984                    | Kauf des Gebäudes Franzstr. 70 in Frechen, heute Haus des betreuten Wohnens für drei Menschen mit geistiger Behinderung |
| Anfang der 1990er Jahre | Gründung der Stiftung Lebenshilfe NRW e. V. zur Förderung, Unterstützung und Hilfe von elternlosen und behinderten Menschen ohne Familienanschluss |
| Anfang der 1990er Jahre | Förderung des „Centro de Rehabilitación y Stimulación“ für geistig schwerbehinderte Kinder auf der spanischen Insel Teneriffa |
| 1990                    | Eröffnung der Behindertenwohnstätte Paul Kraemer Haus 2 in Frechen Buschbell mit zurzeit 24 Wohnplätzen |
| 1990                    | Eröffnung der barrierefreien Wohnanlage Gold Kraemer Haus 2 in Frechen mit 33 Wohnungen |
| 1993                    | Eröffnung der Behindertenwohnstätte Paul Kraemer Haus 3 in Pulheim mit 50 stationären Wohnplätzen |
| Mitte der 1990er Jahre  | Erweiterung und Erneuerung eines Teils des behinderten-gerechten Ferienhauses in der Ferienanlage Modestia auf der holländischen Insel Texel (Betreiber: Lebenshilfe NRW e. V.) |
| 2000                    | Fertigstellung des Zentrums der Gold-Kraemer-Stiftung in Köln Kalk; Haus für über zehn Organisationen mit 14 unterschiedlichen Angeboten für behinderte und nicht behinderte Menschen. Hier ist auch das Paul Kraemer Haus 4 mit 30 Wohnplätzen untergebracht. Das Haus wurde als eins der sechs „best practice-Modelle“ für Familienzentren in Nordrhein-Westfalen ausgewählt.                                                                                              |
| 2004                    | Fertigstellung der integrativen Kindertagesstätte „Die kleinen Strolche“ in Frechen (Betreiber: AWO) |
| 2004                    | Kauf eines Grundstückes zur Verwirklichung des integrativen Freizeit-, Sport- und Leistungszentrums für behinderte und nicht behinderte Menschen |
| 2007                    | Erwerb der ehemaligen Paul-Kraemer-Schule in Frechen zur Errichtung eines integrativen Wohn- und Verwaltungszentrums für behinderte und nichtbehinderte Menschen |
| 2007                    | Fertigstellung der barrierefreien Wohnanlage Gold Kraemer Haus 3 mit 29 Wohnungen |

## Aufgaben und Ziele
Satzungszweck laut Stiftungssatz ist
1. die Förderung
a) geistig und/oder körperlich behinderter Menschen
b) der Jugendpflege und/oder Jugendfürsorge
2. die Hilfe für kranke, arme und/oder alte Menschen, die bedürftig sind im Sinne von § 53 der Abgabenordnung
3. die Förderung
a) des Gesundheitswesens
b) der Bildung
c) der Kunst
d) der Kultur
durch geeignete Einrichtungen und/oder Sachzuwendungen.
Daneben können steuerbegünstigten Körperschaften, Anstalten und Stiftungen oder einer mit einer sozialen und/oder kulturellen Aufgabe besonders betrauten öffentlichen Behörde Mittel zur Verwendung zu steuerbegünstigten Zwecken zur Verfügung gestellt werden.
Die Gold-Kraemer-Stiftung setzt sich vor allem für Integration und Inklusion im Sinne der UN-Konvention über die Rechte von Menschen mit Behinderungen ein.

## Projekte und Leistungen

### Paul Kraemer Häuser

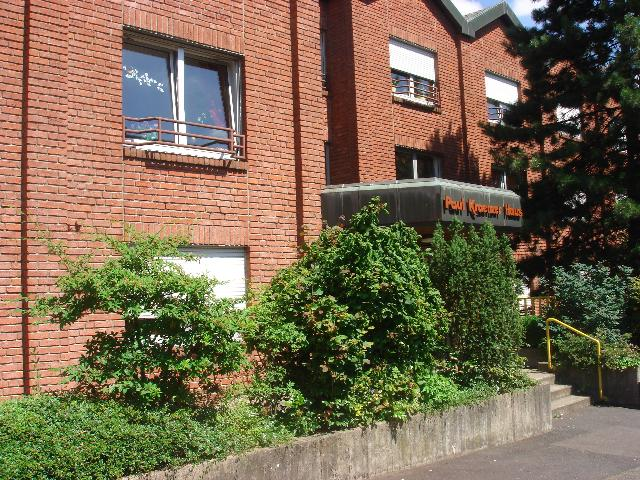
Das Paul Kraemer Haus 1 in Frechen-Buschbell

Die Paul Kraemer Haus gemeinnützige Trägergesellschaft mbH bietet Menschen mit geistiger Behinderung sozialpädagogische Unterstützung in insgesamt sechs Wohnstätten auch in eigenen Wohnungen an. Die Tätigkeitsschwerpunkte umfassen derzeit die Städte Frechen, Pulheim und Köln.
Über 150 Männer und Frauen, die nicht selbstständig in einer eigenen Wohnung leben können, werden in Frechen, Pulheim und Köln individuell entsprechend ihrem Bedarf begleitet und gefördert. Darüber hinaus betreut die Paul Kraemer Haus gGmbH auch Menschen mit geistiger Behinderung ambulant in deren eigenen Wohnungen.
1983 wurde das erste Paul Kraemer Haus in Frechen-Buschbell errichtet, das zweite Haus als Außenwohngruppe entstand 1990 im gleichen Ort. Die dritte Einrichtung wurde im Jahr 1993 in Pulheim eröffnet. Im Zentrum der Gold-Kraemer-Stiftung in Köln-Kalk wurde im Juli 2000 die vierte Einrichtung bezogen.
Neben den Wohnplätzen verfügen die Häuser über diverse Räume zur Nutzung im Rahmen individueller Förderangebote und zur Freizeitgestaltung. Die meisten Bewohner arbeiten in Werkstätten für Menschen mit Behinderungen. Einige sind auf dem freien Arbeitsmarkt, zumeist in hauswirtschaftlichen Bereichen, tätig. Ziel ist es, möglichst Vielen den Weg in eine sinnvolle Tätigkeit zu ermöglichen.
Zu den pädagogischen Leistungsangeboten der Paul Kraemer Haus gGmbH gehören die Beratung, Förderung und Begleitung des Einzelnen in der alltäglichen Lebensgestaltung, der Freizeitgestaltung, der Vermittlung kultureller Angebote und die medizinisch-therapeutische Versorgung. Im Zuge der Dezentralisierung in den Jahren 2015 bis 2018 wurden die Häuser Paul Kraemer Haus Frechen, in der Innenstadt, und Paul Kraemer Haus Winandshof, in Hücheln,  eröffnet. Das erste Paul Kraemer Haus in Buschbell wurde kernsaniert. 

### Familienzentrum Köln-Kalk
Rund ein Dutzend Angebote unterschiedlicher Träger und Sozialverbände sind im Familienzentrum in Köln-Kalk gebündelt, das im Jahr 2000 eröffnet wurde. Sie ergänzen sich direkt vor Ort und ersparen den Hilfesuchenden lange Wege. Untergebracht sind hier die Behindertenwohnstätte Paul-Kraemer-Haus 4, Beratungsstellen für Familien, Kinder und Jugendliche des Kinderschutzbundes sowie der Jugendhilfe Köln, ein integrativer Kindergarten und weitere Betreuungseinrichtungen der Stadt Köln, die Geschäftsstelle der Deutschen Multiple Sklerose Gesellschaft Köln, das Künstleratelier „Art of Life“ und das Zentrum für Frühbehandlung und Frühförderung. Im Bistro „KölnKlaaf“ sammeln Jugendliche und Erwachsene berufliche Erfahrungen in der Gastronomie, und die Einwohner im Stadtteil profitieren von einem geselligen Ort der Begegnung mitten in Kalk.

### Reittherapiezentrum

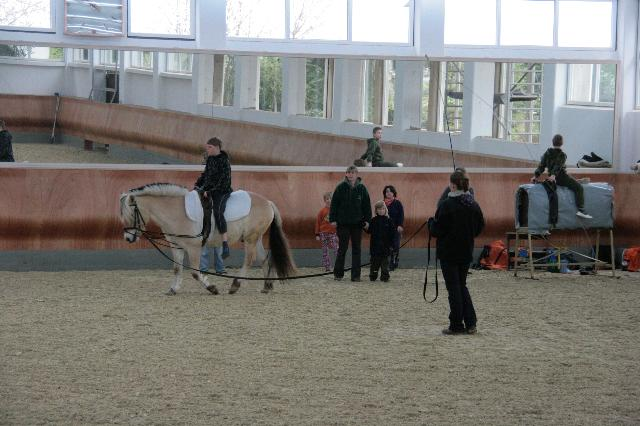
Reittherapiezentrum

Die Gold-Kraemer-Stiftung stellt dem Frechener Pferdesportverein (PSV) „Zum alten Römer“ e. V. ihr Reittherapiezentrum an der Römerstraße in Frechen-Buschbell zur Verfügung. Reithalle, Sandbahn und Weiden wurden vom Stifterehepaar Paul R. und Katharina Kraemer errichtet. Auf dem Gelände haben behinderte Kinder und Jugendliche optimale Trainingsmöglichkeiten für heilpädagogisches Voltigieren, das zum Teil im Rahmen des Schulsports stattfindet.
Ziel ist es durch lösbare Aufgaben rund um das Pferd den Kindern Selbstvertrauen und Handlungskompetenz zu vermitteln. Die individuellen Therapien verbessern Motorik (Übungen zu Koordination und Gleichgewicht) und schulen die kognitiven Fähigkeiten (Orientierung und Sprechbereitschaft). Außerhalb des Schulsports ist es ein wichtiges Ziel, Kinder und Jugendliche mit unterschiedlichen Beeinträchtigungen zu integrieren. Die Schulung von Toleranz, Hilfsbereitschaft und Sozialverhalten steht dabei im Mittelpunkt. Die Kinder helfen je nach ihren Möglichkeiten vor und nach der Voltigierstunde beim Ausmisten der Pferdeboxen, bei der Pferdepflege und bei dem Anlegen der Ausrüstung.

### Inklusives Begegnungszentrum Kirche Alt St. Ulrich

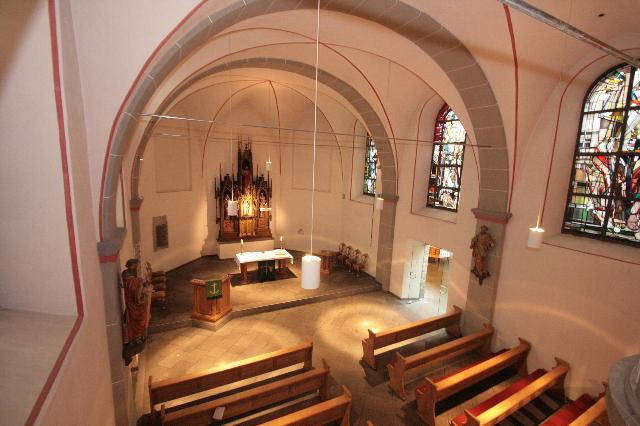
Das inklusive Begegnungszentrum in der ehemaligen Pfarrkirche Alt-St. Ulrich in Frechen-Buschbell

Die Gold-Kraemer-Stiftung beschloss Ende 2008, die Kirche Alt St. Ulrich im Zentrum von Frechen-Buschbell zu erwerben, um dort ein Kultur- und Begegnungszentrum für Menschen mit und ohne Behinderung einzurichten. Drei Jahre zuvor hatte die evangelische Kirche das Gotteshaus aus wirtschaftlichen Gründen aufgeben müssen; seitdem standen auch die dazugehörenden Gemeinderäume leer. Mit dem Kauf wollte die Stiftung sicherstellen, dass das denkmalgeschützte Gebäude mit sieben Fenstern des Solinger Künstlers Georg Meistermann nicht verfällt und unter Wahrung der Würde der Kirche weiter genutzt wird. Seit Anfang 2009 können Vereine aus verschiedenen Bereichen und karitative Organisationen die Räumlichkeiten für Zusammentreffen, Konzerte und Ausstellungen nutzen. Auch für private Feiern zur Hochzeit, Goldhochzeit und Taufe oder andere Veranstaltungen steht das Gebäude zur Verfügung. Evangelische und katholische Kirchengemeinde feiern in Alt St. Ulrich auch ökumenische Gottesdienste. Ziel der Gold-Kraemer-Stiftung ist es, Menschen mit Behinderung in die Veranstaltungen einzubinden. In unmittelbarer Nähe zur Kirche befinden sich mehrere Einrichtungen für Menschen mit Behinderung sowie der Sitz der Stiftung. Seit 2020 organisiert ein ehrenamtlicher Förderverein die meisten Kulturveranstaltungen.

### Kunsthaus kaethe:k
Auf dem Guidelplatz in Pulheim-Brauweiler gegenüber der Abtei hat die Stiftung in den Jahren 2012 bis 2020 ein Künstlerviertel mit Wohnungen, Ateliers und Gewerbeflächen entwickelt. Das Projekt bedeutet für den Stadtteil Brauweiler eine erhebliche städtebauliche Aufwertung. Das Kunsthaus kaethe:k bietet künstlerisch talentierten Menschen mit Beeinträchtigung einen Atelierplatz in den Bereichen Malerei, Plastik, Grafik, Neue- und Interdisziplinäre Medien. Im Kunsthaus werden die Rahmenbedingungen für künstlerisches Arbeiten sowie Übergänge/Zugänge in Kultur- und Bildungsinstitutionen geschaffen, die für die individualisierte und selbstbestimmte Professionalisierung und Anerkennung von Künstlerinnen und Künstler mit Beeinträchtigung notwendig sind. Das Angebot richtet sich an künstlerisch begabte junge Menschen, die nach der Schule eine Ausbildungsmöglichkeit suchen, sowie künstlerisch bereits tätige Menschen, die sich mit ihrer Kunst professionalisieren wollen.

### Integratives Wohn- und Verwaltungszentrum Gold Kraemer Haus 4
Derzeit wird die ehemalige Paul-Kraemer-Schule am Tulpenweg in Frechen zu einem integrativen Wohn- und Verwaltungsgebäude der Gold-Kraemer-Stiftung umgebaut. 34 Jahre war die Förderschule des Rhein-Erft-Kreises am Tulpenweg in Frechen zu Hause. 2005 bezog die Ganztagsschule für Kinder und Jugendliche mit Förderbedarf im Bereich geistiger Entwicklung in Frechen-Habbelrath ein wesentlich größeres, den heutigen Bedürfnissen angepasstes neues Schulgebäude. Neben der Verwaltung der Gold-Kraemer-Stiftung, die hier ihren Sitz hat, sind hier die GKS – Integrative Dienstleistungen gGmbH sowie die Zeil 84 GmbH und die Verwaltung der Paul Kraemer Haus Behindertenwohnstätte gemeinnützige Trägergesellschaft mbH untergebracht. Darüber hinaus haben Menschen mit geistiger Behinderung hier eine neue Heimat gefunden. Sie leben in eignen Wohnungen und werden ambulant betreut durch Mitarbeiter der Paul Kraemer Haus gGmbH. Im Jahr 2011 ist der Deutsche Behinderten-Sportverband e. V. (National Paralympic Committee) von Duisburg-Wedau nach Frechen ins Gold Kraemer Haus 4 umgezogen. Auf dem ehemaligen Anwesen der Stifter in unmittelbarer Nachbarschaft findet das Forschungsinstitut für Behinderung und Sport e. V. ein neues Domizil. Bereits heute leben im integrativen Wohn- und Verwaltungszentrum junge Männer mit geistiger Behinderung, die besondere Fähigkeiten im Fußballsport aufweisen, in eigenen Wohnungen. Gemeinsam trainieren sie regelmäßig, um langfristig auf hohem Niveau Fußball spielen zu können. Eine Turnhalle und ein behindertengerechtes Schwimmbad im Hause ergänzen die Rahmenbedingungen, um die jungen Menschen gezielt in dieser Sportart fördern zu können. Die Betreuung erfolgt durch die Lebenshilfe NRW e. V. und den Behindertensportverband Nordrhein-Westfalen.

### Zentrum für Arbeit durch Bildung und Sport (ZABS)
Die Gold-Kraemer-Stiftung bietet jungen Menschen mit geistiger Behinderung einen alternativen Bildungs- und Berufsweg durch Sport.  Das Fußballzentrum ermöglicht erstmals in Deutschland, Fußball als Beruf auszuüben. 2019 kam als zweite Sportart Judo hinzu. Das ZABS hat seine Arbeit am 1. August 2013 aufgenommen, seit 2023 ist es als Anderer Leistungsanbieter anerkannt. Kooperationspartner sind der Landschaftsverband Rheinland (LVR), die Bundesagentur für Arbeit und die Gemeinnützigen Werkstätten Köln mbH (GWK). Sportliche Leistung, Teamgeist und der Weg zu Selbstständigkeit und Eigenverantwortlichkeit stehen im Mittelpunkt des abwechslungsreichen Berufslebens im ZABS.

### Paul-und-Käthe-Kraemer Inklusionspreis
Zum 100. Geburtstag von Paul Krämer wurde einmalig der Paul-und-Käthe-Kraemer Inklusionspreis vergeben, mit dem „herausragende Beispiele inklusiver Projekte“ ausgezeichnet werden sollte. Der Hauptpreis ging an die Kieler Stiftung Drachensee, der zweite Preis an die Kölner Kultur-Initiative UN-Label. Die Kulturschlüssel Saar und das Ausflugsschiff Ulmer Spatz der  Lebenshilfe Donau-Iller erhielten jeweils den dritten Preis.

## Tochterunternehmen

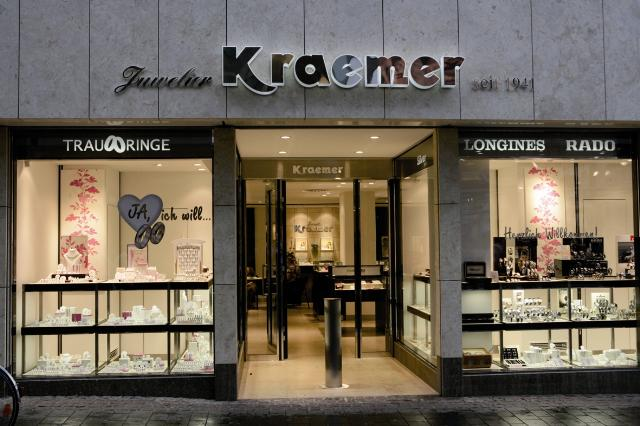
Eine Gold-Kraemer-Filiale in Bonn

### Kraemer GmbH
Die Kraemer-GmbH ist die Trägergesellschaft für die derzeit 40 Juweliergeschäfte in Deutschland und den Niederlanden, die nach dem Tod von Paul R. und Katharina Kraemer der Gold-Kraemer-Stiftung übertragen worden sind.

### Paul Kraemer Haus gGmbH
Die Paul Kraemer Haus gGmbH betreibt die sechs Wohnstätten für Menschen mit geistiger Behinderung im Rahmen der Eingliederungshilfe. Insgesamt leben über 150 Menschen mit geistiger Behinderung in den Paul Kraemer Häusern in Frechen, Pulheim und Köln.
Die Gesellschaft ist seit 2004 auch Anbieterin für betreutes Wohnen mit Schwerpunkt in Frechen und Pulheim. Zudem gewährleistet sie die sozialpädagogische Assistenz für die GKS – Integrative Dienstleistungen gGmbH.

### GKS Inklusive Dienste gGmbH
Als Dienstleistungsunternehmen übernimmt die GKS Inklusive Dienste gGmbH die operativen Aufgaben für die Gold-Kraemer-Stiftung. Dazu gehören vor allem:
- Allgemeine Verwaltungsaufgaben
- Verwaltung der Stiftungsimmobilien, darunter über 100 alters- und behindertengerechte Mieteinheiten, einschließlich Hausmeister- und Reinigungsservice
- Garten- und Landschaftspflege stiftungseigener Anlagen
- Entwicklung neuer Konzepte und deren Umsetzung zur Integration weiterer Menschen mit Behinderung

Damit sind unterschiedliche berufliche Anforderungen notwendig für die sehr abwechslungsreichen Aufgaben am Arbeitsplatz, etwa für Büro- oder Immobilienkaufleute, Buchhalter, Gärtner und Landschaftspfleger, Mechaniker, Kommunikations- und Mediengestalter oder Hauswirtschafter.

### Zeil 84 Vermögensverwaltung gGmbH
Die Zeil 84 Vermögensverwaltungs gGmbH verwaltet das Vermögen aus einer Mehrheitsbeteiligung an einer Immobilie auf der Zeil in Frankfurt a. M.

### Goud Kraemer v.o.f.
Die Goud Kraemer v.o.f. wurde im Jahr 1978 gegründet. Zurzeit führt sie die Geschäfte der Goud Kraemer Filiale in Amsterdam.